# Zamek Faberów w Stein
Faberschloss (z niem. Zamek Faberów) – neorenesansowa budowla, znajdująca się w Norymberdze. Obok zamku znajduje się Faberpark.

## Źródła
- Franz Prinz zu Sayn-Wittgenstein: Schlösser in Franken. Residenzen, Burgen und Landsitze im Fränkischen. 3. Auflage. C.H. Beck, München 1984.